# Andrew Garve
Andrew Garve (pseudonym för Paul Winterton) född 12 februari 1908 i Leicester England, död 8 januari 2001 i London England, brittisk deckar- och thrillerförfattare. Garve skrev också under pseudonymerna Roger Bax och Paul Somers.
Winterton utbildade sig på London School of Economics och The London University och tog sin examen i politisk vetenskap och ekonomi 1928. Följande år började han skriva för tidningen The Economist. I slutet av 1920-talet vistades han i Ryssland och studerade jordbrukskorporationerna i landet. Mellan åren 1933 – 1946 arbetade han på London News Chronicle där han bland annat var ledarskribent. Under andra världskriget var han utrikeskorrespondent i Moskva (1942-1945), vilket han berättade om i Eye-Witness on the Soviet Warfront (1943).
1938 publicerade han sin första deckare Death Beneath Jerusalem under namnet Roger Bax.
Det var dock först 1950 som han började använda sig av pseudonymen Andrew Garve. Efternamnet hämtade han från en skotsk by och förnamnet klingade också skotsk.
Huvudpersonerna i Garves böcker är ofta helt vanliga människor som kastas in farliga händelseförlopp helt oförskyllt och utan möjlighet att ta sig ur det, men som under historiens gång visar sig vara oerhört envisa och modiga. Garve skrev gärna olika typer av deckare och thrillers och ville inte gärna upprepa sig.
I en romansvit om fyra böcker (skrivna under pseudonymen Paul Somers) - Beginner's Luck (1958), Operation Piracy (1958), The Shivering Mountain (1959) och The Broken Jigsaw (1961) - beskrev han den unge reportern Hugh Curtis bedrifter och som tävlar med en mer erfaren kvinnlig journalist på en konkurrerande tidning. 
Garves thriller Came The Dawn (som utspelar sig i Sovjet), filmatiserades under titeln Det började i Moskva (Never Let Me Go) (1953) med Clark Gable och Gene Tierney i huvudrollerna. Och boken The Megstone Plot (1956) låg till grund för filmen  A Touch of Larceny (1960), regisserad av Guy Hamilton och med James Mason, George Sanders och Vera Miles i huvudrollerna.